# Granica (Opole)
Pour les articles homonymes, voir Granica.
Granica est une localité polonaise du gmina de Leśnica, située dans le powiat de Strzelce en voïvodie d'Opole.